# Borko (priimek)
Borko je priimek v Sloveniji, ki ga je po podatkih Statističnega urada Republike Slovenije na dan 1. januarja 2010 uporabljalo 457 oseb in je med vsemi priimki po pogostosti uporabe uvrščen na 716. mesto.

## Znani nosilci priimka
- Božidar Borko (1896—1980), novinar, urednik, prevajalec in publicist
- Črtomir Borko (*1947), veterinar
- Elko Borko (*1934), zdravnik porodničar, univ. prof.
- France Borko (1904—1956), pisatelj, pesnik, prevajalec, prof.
- Ivo Borko, fotograf in organizator
- Jakob Borko (1884—1948), visok železniški uradnik
- Jože Borko (1911—1942/44?), gledališčnik (igralec, režiser, dramatik, publicist)
- Lucijan Borko, zdravnik ortoped
- Marko Borko (*1981), kondicijski trener NK Maribor (2.=čebelarski strok.?)
- Miran Borko (1929—1990), meteorolog, publicist
- Mitja Borko (*1946), elektronik, meroslovec
- Rozina Šebetič (r. Borko) (1927—2021), slikarka, likovna pedagoginja (Ptuj)
- Špela Borko, jamarka, speleobiologinja